# Moio
Der Moio, auch Moyo und Mojo, war ein Volumenmaß in Portugal und Brasilien. Als Getreidemaß  entsprach er einem Metzen. Der Moio hatte beim Errechnen aus dem bevorzugten Alqueire als praktisches Maß kleine Abweichungen. Bei Getreide und Salz wurde gestrichen gehandelt und mit gleichem Maß Moio.
Die Maßkette war
- 1 Moio = 15 Fangas/Fanegas = 60 Alqueires = 120 Meios Alqueires (halbe Alqueires) = 240 Quarras/Viertel = 480 Oitavas/Achtel = 960 Meias Oitavas / halbes Achtel (Sechzehntel) / Salamins = 1920 Maquias[2]

## Brasilien
In Rio de Janeiro hatte der Alqueiro 13,5 Liter oder 681 Pariser Kubikzoll.
- 1 Moio = 40.860 Pariser Kubikzoll = 810,5146 Liter

## Portugal
- 1 Moio = 40.858,2549 Pariser Kubikzoll = 810,48 Liter (Portugal, allgemein)
- Lissabon 1 Moio =  830,46 Liter (Alqueire = 13,841 Liter[3])

In Porto beziehungsweise Oporto war ein Oporter Alqueire mit 830 Pariser Kubikzoll gleich 16,4642 Liter und somit war
- 1 Moio = 60 Alqueiras (Oporto) = 49.800 Pariser Kubikzoll = 987,852 Liter

Unter Berücksichtigung der Waren gab es Abweichungen:
- Roher Kalk 1 Moio = 30 Alqueiras = 405,24 Liter = ½ Getreide-Moio
- Gelöschter Kalk 1 Moio = 50 Alqueiras = 675,4 Liter

## Kapverdische Inseln
- 1 Moio = 52 Alqueiras (Größe entsprechend der von Rio de Janeiro, s. o.)